# Jan Bruyn
Jannes Albert Bruyn –conocido como Jan Bruyn– (La Haya, 9 de octubre de 1948) es un deportista neerlandés que compitió en remo. Ganó una medalla de plata en el Campeonato Mundial de Remo de 1974, en la prueba de cuatro sin timonel ligero.

## Palmarés internacional
| Campeonato Mundial | Campeonato Mundial | Campeonato Mundial | Campeonato Mundial        |
| Año                | Lugar              | Medalla            | Prueba                    |
| ------------------ | ------------------ | ------------------ | ------------------------- |
| 1974               | Lucerna (Suiza)    | Medalla de plata   | Cuatro sin timonel ligero |